# Turboraketti
Turboraketti ist ein 1992 für den Commodore Amiga erschienenes Computerspiel des Finnen Heikki Kosola. Das Luftkampfspiel für zwei Spieler wird an einem horizontal geteilten Bildschirm gespielt. Es findet in einem Höhlensystem statt, während die Spieler ununterbrochen gegen die Schwerkraft ansteuern müssen. Eine umfassend weiterentwickelte Version erschien 1993, die auch als Turboraketti II bekannt ist.

## Spielprinzip
Zwei dreieckförmige Raketen werden von zwei menschlichen Spielern durch Höhlensysteme gesteuert. Die Fluggeräte werden gesteuert, indem sie nach links und rechts gedreht und dann beschleunigt werden. Dabei zieht die Schwerkraft die Raumschiffe permanent nach unten. Die Stärke der Gravitation ist einstellbar. Die Menge der mitgeführten Last in Form von Treibstoff und Munition wirkt sich spürbar aus. Das Ziel ist es den Gegner abzuschießen. Dafür haben die Raumschiffe zwei verschiedene Waffen. Eine Schnellfeuerwaffe und eine Zweitwaffe die höheren Schaden verursacht aber in geringerer Menge vorhanden ist.
Auf der Startplattform und auf in einigen Leveln verteilten Plattformen kann die Art und Menge der Munition und der Tankinhalt verändert oder aufgefüllt werden. Die Heimatplattform und spezielle Plattformen bieten auch die Möglichkeit der Schadeninstandsetzung während der laufenden Gefechte. Die Kollision mit den Höhlenwänden oder dem Gegner führt augenblicklich zur Zerstörung des Raumschiffs. Das optionale Turboranking bietet personalisierte Statistiken (z. B. die Anzahl der Abschüsse oder die Kollisionen). Alleine kann das Spiel nur gespielt werden, indem sogenannte Speedraces absolviert werden. Dabei werden gekennzeichnete Strecken abgeflogen und dabei die Zeit genommen.

## Geschichte
Turboraketti wurde 1992 von Heikki Kosola auf Finnisch veröffentlicht. Zuerst gab er die Version 0.99 heraus. Die endgültige Version 2.11 erschien 1993. Aus der Betaversion wurde nur das Level Ekolos als grafisch verbesserte Version übernommen. Das Spiel wurde als Shareware vertrieben und 1998 als Freeware freigegeben. Im Jahr 2023 wurde ein Patch veröffentlicht, um Turboraketti in eine englische Version umzuwandeln. Das Spiel war unter finnischen Besitzern der Amiga-Heimcomputer beliebt und führte zu einem Gravity-Game-Boom unter finnischen Programmierern. Vorbild dieses Spiels war das Spiel Gravity Force (1989), das wiederum Schwerkraftspiele als Vorbilder wie Thrust (1986), Gravitar Gravitar (1982) und Space Duel (1982) hatte.
Das von Turboraketti inspirierte quelloffene Android-Spiel GravStorm erschien 2017 und kann auch gegen Computergegner gespielt werden.

## Rezeption
Das Manövrieren der Rakete durch die engen Level sei durch „gewöhungsbedürfte“ Steuerung mitunter eine Herausforderung. Grafisch und technisch sei der Titel gelungen umgesetzt. Soundeffekte, speicherbare Highscores und die Möglichkeit einer Installation auf der Gerätefestplatte runden das Paket ab, so Amiga Joker.
Turboraketti ist seit 2017 Teil der Dauerausstellung im finnischen Computerspielmuseum Finnish Museum of Games in Tampere.